# Головко, Андрей Николаевич
Андре́й Никола́евич Голо́вко (укр. Андрій Миколайович Головко; 1997, Макаров) — украинский военнослужащий, младший сержант, участник российско-украинской войны. Герой Украины (2023).

## Биография
Во время российского вторжения в Украину в 2022 году Андрей Головко служил в составе десантно-штурмовых войск. В феврале 2023 года он, по заявлению Офиса президента Украины, «предотвратил штурмовой манёвр противника, обнаружив в лесополосе вражеский танк и уничтожив его с помощью ПТРК Javelin, позднее уничтожил семь единиц бронетехники противника и экипаж танка, сорвав наступление и заставив врага отступить».

## Награды
- Звание «Герой Украины» с вручением ордена «Золотая Звезда» (20 ноября 2023) — за личное мужество и героизм, проявленные в защите государственного суверенитета и территориальной целостности Украины, верность военной присяге[2].